# Armando Holguín
Armando Holguín Sarria (Cali, 15 de octubre de 1937 - Cali, 30 de diciembre de 2018) fue un abogado penalista, politólogo, filósofo, diplomático, político, catedrático y escritor colombiano, miembro del Partido Liberal Colombiano, y antiguo militante de la disidencia lopista del Movimiento Revolucionario Liberal.
Holguín fue elegido senador de Colombia por el Valle del Cauca, y posteriormente elegido como uno de los 70 delegado ante la Asamblea Nacional Constituyente de 1991, representando al liberalismo y al Valle del Cauca, siendo uno de los ponentes de los derechos indígenas, la prohibición de la extradición y la creación de la Defensoría del Pueblo.
Posteriormente regresó al Congreso, e intentó ganar las elecciones locales como gobernador del Valle en 1991, siendo vencido por su pariente lejano, el conservador Carlos Holguín Sardi.
Fue uno de los congresistas salpicados por el escándalo del Proceso 8000, siendo condenado por enriquecimiento ilícito a mediados de los años 90, además de ser acusado de ser amigo personal de los hermanos Orejuela. En sus últimos años se desempeñó como catedrático en la Universidad del Valle, universidad de la que fue decano de Derecho en los años 70.